# Bruce Foxton

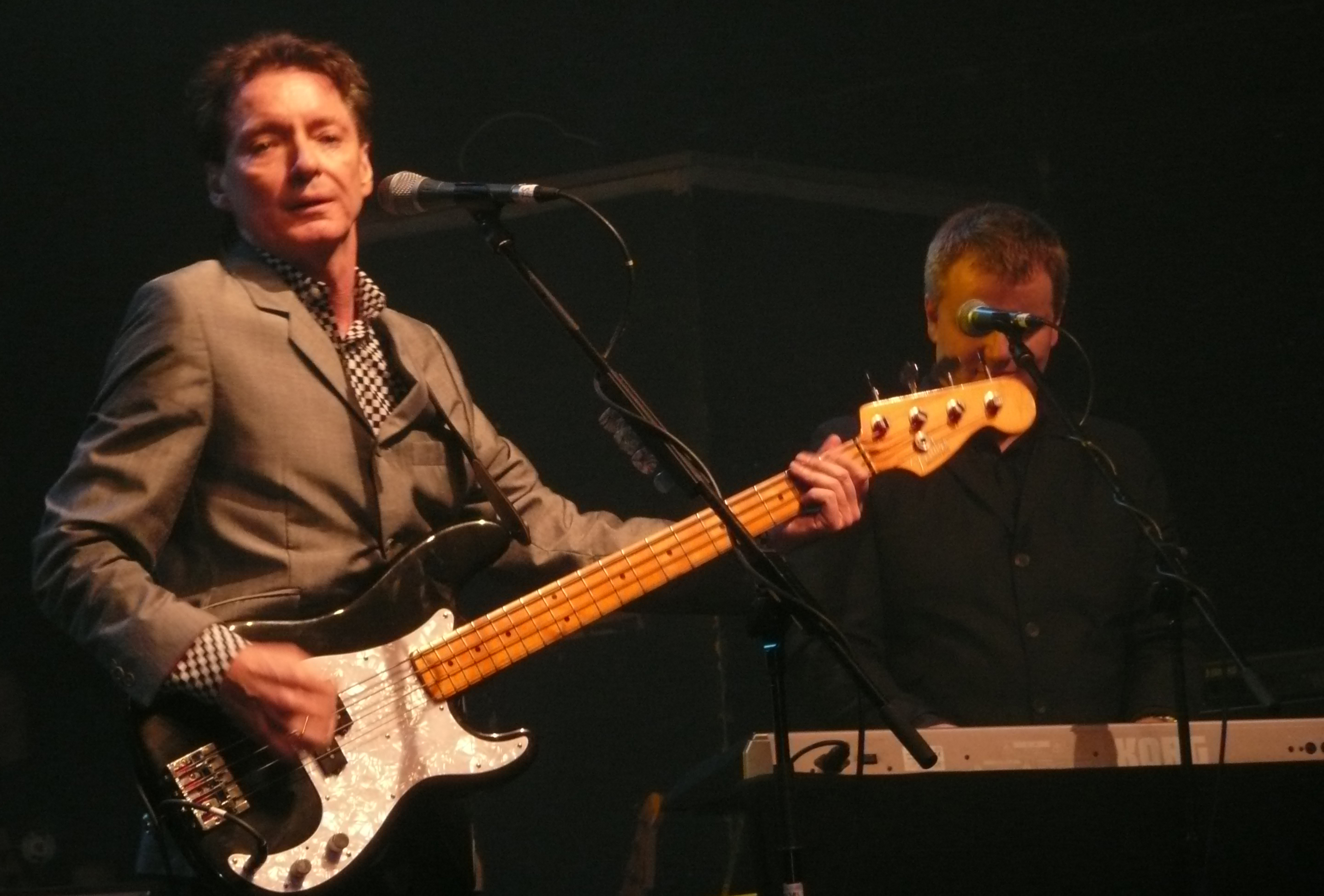
Bruce Foxton med From The Jam 2007.

Bruce Foxton, född 1 september 1955 i Woking, Surrey, är brittisk musiker, sångare och låtskrivare.
Tillsammans med Paul Weller och Rick Buckler var han medlem av The Jam som hade hitlåtar som The Eton Rifles, Going Underground och Town Called Malice. Foxton spelade basgitarr, bidrog med bakgrundssång och sjöng flera av gruppens låtar som News of the World, David Watts och den egenkomponerade Smithers-Jones.  Efter att The Jam splittrats 1982 inledde han en solokarriär och gav ut albumet Touch Sensitive 1984. Senare var han medlem av Stiff Little Fingers 1990–2005. År 2007 återförenades han med Rick Buckler i gruppen From The Jam. 2010 samarbetade han för första gången på många år med Paul Weller på dennes album Wake Up the Nation. År 2012 utgav Foxton sitt andra soloalbum Back in the Room.

## Diskografi
- Touch Sensitive – 1984
- Back In the Room – 2012